# Caliente (Kalifornia)
Caliente (dawniej Allen's Camp i Agua Caliente) – obszar niemunicypalny w Kern County, w Kalifornii (Stany Zjednoczone), na wysokości 400 m.